# Pluvier de Nouvelle-Zélande
Charadrius novaeseelandiae
Espèce
Synonymes
- Thinornis novaeseelandiae

Statut de conservation UICN

 EN D : En danger
Le Pluvier de Nouvelle-Zélande (Charadrius novaeseelandiae, anciennement Thinornis novaeseelandiae) est une espèce d'oiseaux de la famille des Charadriidae.

## Répartition
Cet oiseau est endémique des îles Chatham (Nouvelle-Zélande).